# Trunstadt
Trunstadt ist ein Gemeindeteil der Gemeinde Viereth-Trunstadt im oberfränkischen Landkreis Bamberg in Bayern.

## Geografie
Das Pfarrdorf liegt an den nördlichen Ausläufern des Steigerwaldes direkt südlich des Oberlaufes des Mains, etwa 11 km nordwestlich von Bamberg. Die Bundesstraße 26 führt über eine Umgehungsstraße am Ort vorbei. Über einen Abzweig bei Viereth gelangt man zur knapp 2 km nördlich verlaufenden Autobahn A 70 (Anschlussstelle 13 Viereth-Trunstadt).

## Geschichte
Erstmals im Jahre 793 erwähnt, ist Trunstadt der älteste nachweisbare Ort im Landkreis Bamberg und am Obermain. Seit dem 12. Jahrhundert war der Ort Sitz diverser Rittergeschlechter.
Die Gemeinde Trunstadt bestand aus dem Hauptort und den Gemeindeteilen Stückbrunn und Weiher. 1949 kam Weiher zur Gemeinde Viereth. 1978 wurde im Zuge der Gemeindegebietsreform aus den beiden Gemeinden die Gemeinde Viereth gebildet, die 1980 in Viereth-Trunstadt umbenannt wurde.
1952 hatte Trunstadt 826 Einwohner in 144 Wohngebäuden, 1987 waren es 1292.

## Sehenswertes
Das ehemalige Schloss derer von Rüssenbach ist im Kern spätmittelalterlich. Nach Zerstörung im Bauernkrieg wurde es 1525 wiederhergestellt. Seit 1880 ist es im Besitz der Gemeinde. Von der Burganlage sind neben dem Schloss und einem Wehrturm das Amtshaus mit Zehntscheune sowie Reste der Ringmauer und zweier Rundtürme erhalten. Im Jahr 1988 wurde die Anlage umfassend saniert.
→ Liste der Baudenkmäler in Trunstadt
Von Bedeutung für die Wasserwirtschaft ist die Messung des Mainpegels.